# Kastell Batthyány
Das Kastell Batthyány ist ein Schlossbau in der Stadt Güssing im gleichnamigen Bezirk im Burgenland. Es befindet sich im Eigentum der Familie Batthyány und steht unter Denkmalschutz (Listeneintrag). Im 18. Jahrhundert als Ersatzwohnsitz für die damals als unbequem angesehene mittelalterliche Burg Güssing errichtet, wird es auch noch heute von der Familie für Wohnzwecke genutzt.

## Lage und Umgebung
Das Kastell (im ungarischen Raum übliche Bezeichnung für einen Adelssitz) liegt am Clusiusweg 2 in der Inneren Stadt im Zentrum von Güssing. In direkter Umgebung befindet sich im Norden das Kloster Güssing mit der Basilika Mariä Heimsuchung und im Südwesten das Kastell Güssing, das ebenfalls im Besitz der Familie Batthyány steht. Reste der äußeren Wehrbauten der mittelalterlichen Stadtbefestigungen befinden sich 15 m östlich auf der anderen Seite des Clusiusweges. Sie verbanden das ursprünglich als nordöstliche Eckbastion errichtete Kloster mit dem knapp 150 m südlich liegenden äußeren Burgtor. Das ehemalige östliche Stadttor südlich des Klosters war Teil dieser Anlagen. Es überspannte die Pater-Gratian-Leser-Straße auf Höhe des Wohn- und Geschäftshaus mit der Hausnummer 1 und wurde Mitte des 20. Jahrhunderts aus verkehrstechnischen Gründen abgerissen.

## Architektur und Beschreibung
Der mehrgeschoßige Schlossbau auf hakenförmigem Grundriss verfügt im Osten und Norden über mit Glasfenster verschlossene Arkaden. An der neunachsigen Nordfassade des Ost-West-Flügels gibt es im Erdgeschoß einen offenen Arkadengang, bestehend aus fünf Arkaden, der direkt an den Nord-Süd-Flügel anschließt. Im angrenzenden Eckbereich der Ostfassade ist ein rundbogiger Tordurchgang vorhanden. Die zwei Arkaden breite Durchfahrt ist im Westen durch ein breites Holztor verschlossen. Am Nordende der achtachsigen Ostseite des Kastells ist ein schmuckloser Eckrisalit mit Dreiecksgiebel vorhanden. Das Gebäude verfügt über ein mit Tonziegeln gedecktes Walmdach mit mehreren Schornsteinen.
Durch seine Lage am Abhang des Schlossberges mit der Burg haben die Gebäudeseiten des Kastells unterschiedliche Geschoßhöhen: Der südliche, höher gelegene Teil verfügt über zwei Geschoße, der nördliche, niedriger gelegene Teil über drei Geschoße. Die Fahrbahn des im Süden steil ansteigenden Clusiusweges befindet sich an der Südwestecke des Kastells auf Höhe des zweiten Stockwerkes. Sie verläuft auf einem steilen Abhang direkt vor den Fenstern des ersten Geschoßes.
Am Ende der Neunzigerjahre des 20. Jahrhunderts wurde an der nordöstlichen Seite des Geländes ein eingeschoßiger Geschäftsbau mit Arkadengang direkt an der Hauptstraße errichtet. Am Dach dieses Gebäudes befindet sich ein begrünter Innenhof, der durch ein am Ost-West-Trakt des Kastells angebautes schmiedeeisernes Tor erreicht werden kann. Der nunmehr ebene Hof fiel vor Errichtung des Geschäftstraktes abschüssig zur Hauptstraße hin ab.

## Geschichte

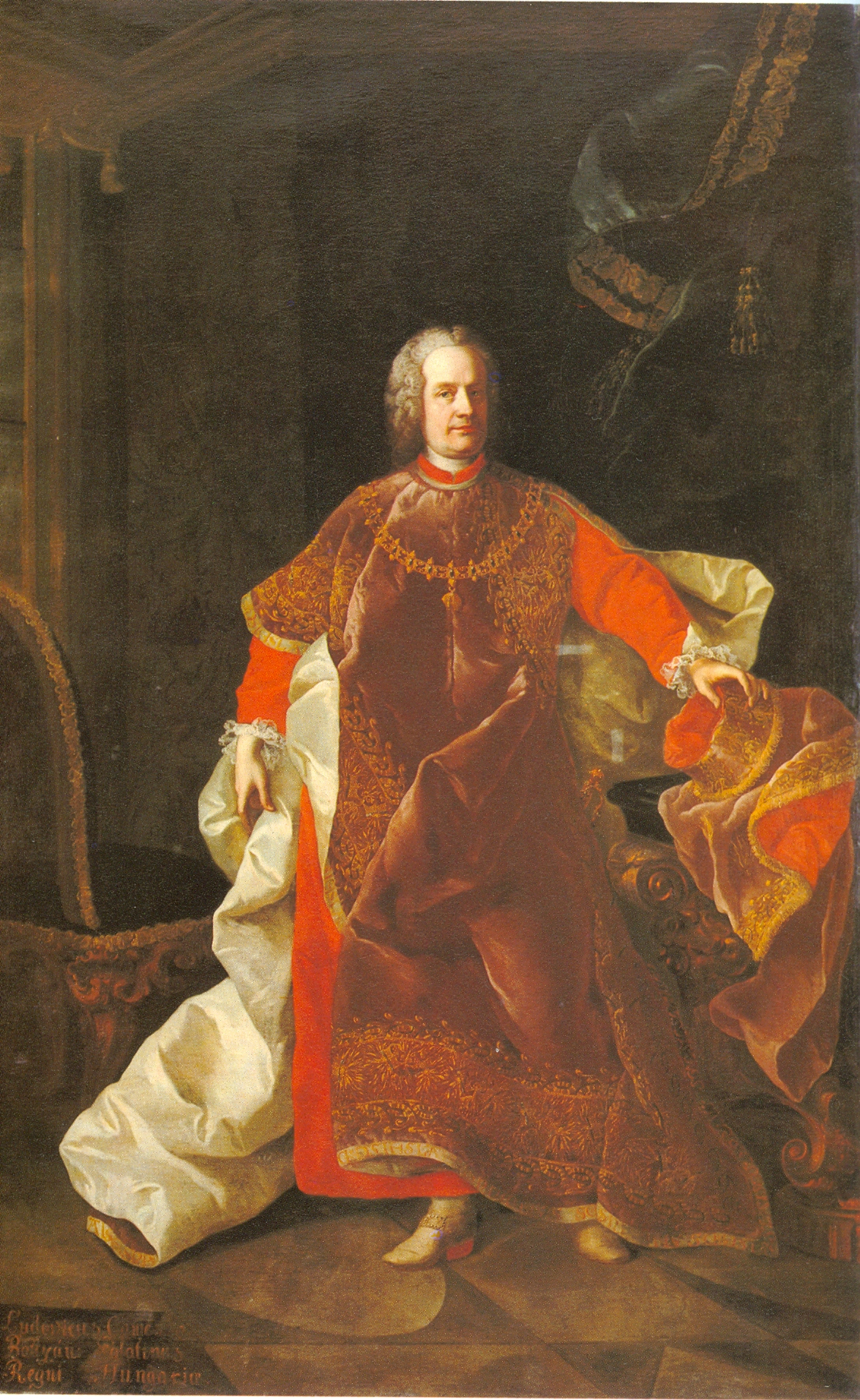
Der Erbauer des Kastells: Graf Ludwig Ernst Batthyány

Die Familie Batthyány erhielt die Herrschaft Güssing mitsamt ihrer Burg im 16. Jahrhundert von König Ludwig II. übertragen. Die Burg wurde zum Stammsitz des über die Jahrhunderte an Einfluss und Gütern gewinnenden Magnatengeschlechts. Da die mittelalterliche Anlage im 18. Jahrhundert von ihren Besitzern als zu unbequem betrachtet wurde, ließ Hofkanzler und Palatin Graf Ludwig Ernst Batthyány zwei repräsentative Schlossbauten am Fuße des Burgberges errichten: Das heutige Schloss Draskovich und das 1761 fertiggestellte Kastell Battyány. Das außerhalb der Stadtmauern gelegene Schloss Draskovich wurde als Sommersitz genutzt, das innerhalb der Befestigungen liegende Kastell als Hauptwohnsitz der Familie in Güssing.
Durch ein Aussterben der Güssinger Linie der Batthyány im Mannesstamm fiel das Sommerschloss mit dem Großteil der Grundherrschaft an die eingeheiratete Familie Draskovich. Die Burg als Stammsitz der Dynastie und die beiden Kastelle (Batthyány und Güssing) blieben im Besitz der Familie, die das Kastell Batthyány bis heute für Wohnzwecke nutzt.
Als 1921 das Burgenland entsprechend den Friedensverträgen von Trianon und Saint Germain an Österreich übergeben werden sollte, besetzten Ende August ungarische Freischärler Teile des heutigen Burgenlandes und schlugen vorübergehend im Kastell ihre Befehlsstelle auf.
Das Kastell wurde in den letzten Jahren des 20. Jahrhunderts umfassend saniert. Dabei wurde auch der nordseitige Geschäftstrakt an der Hauptstraße errichtet, über dem sich der Innenhof befindet.

## Fotogalerie

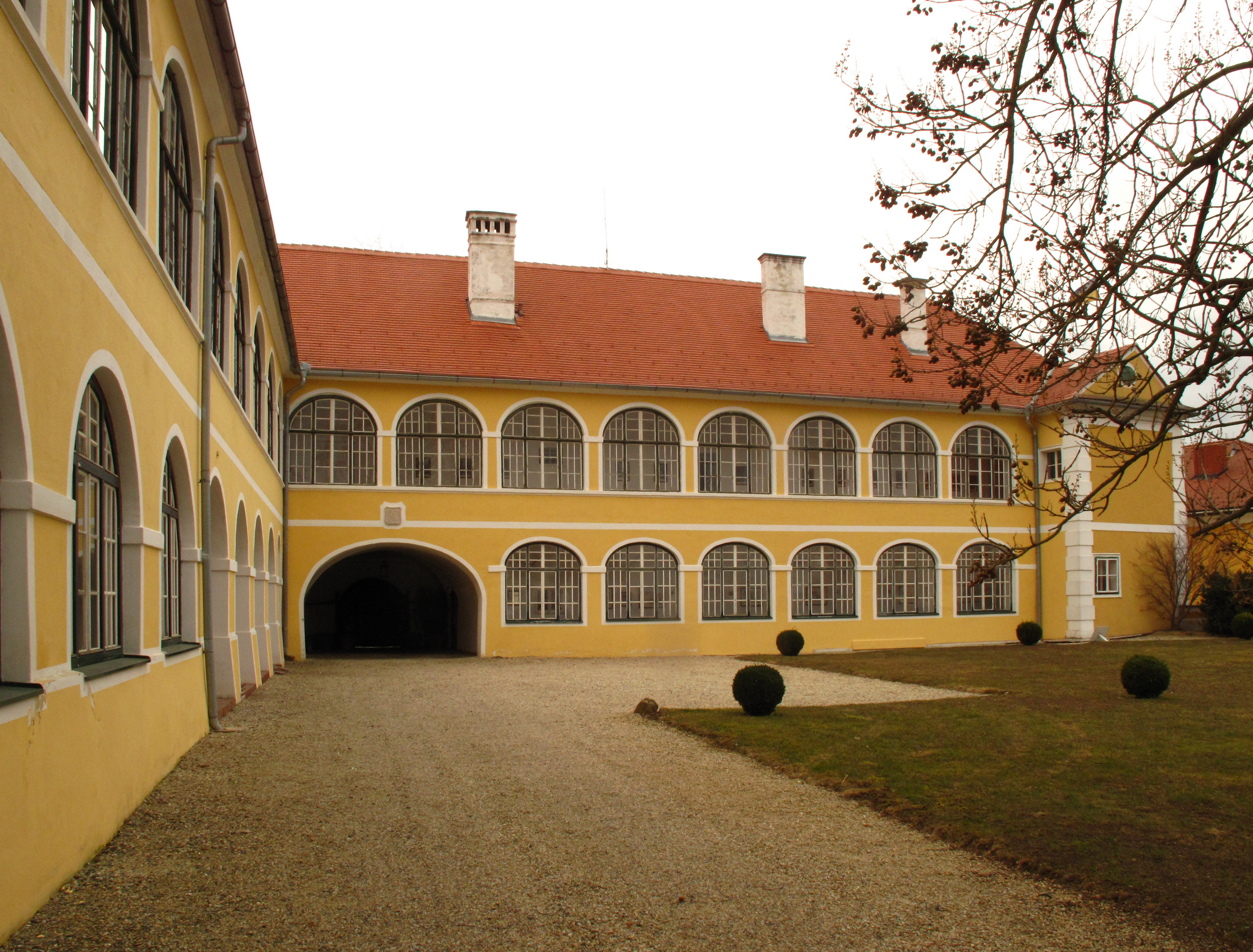
Ostfassade mit Durchfahrtstor und Eckrisalit
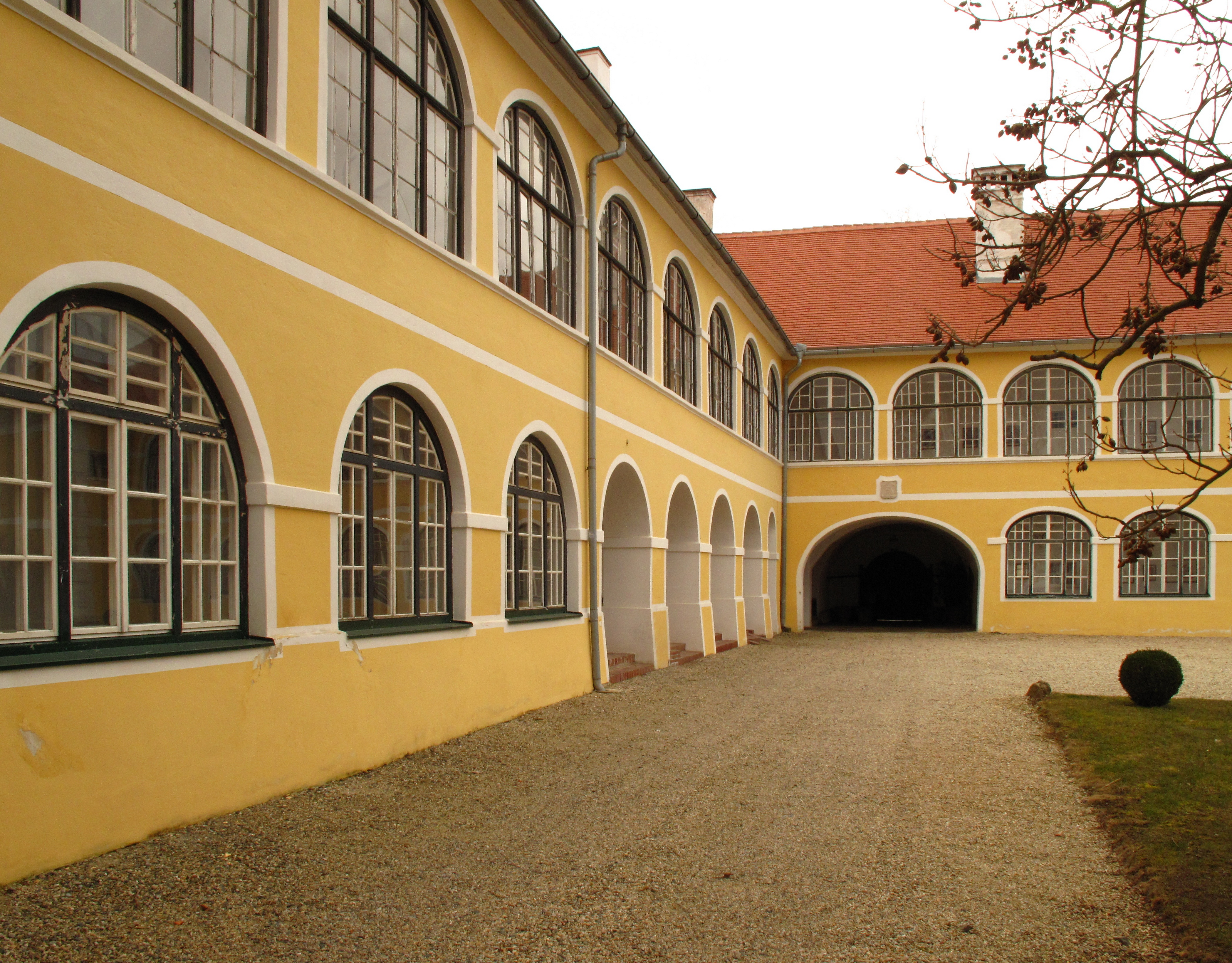
Offener Arkadengang der Nordfassade
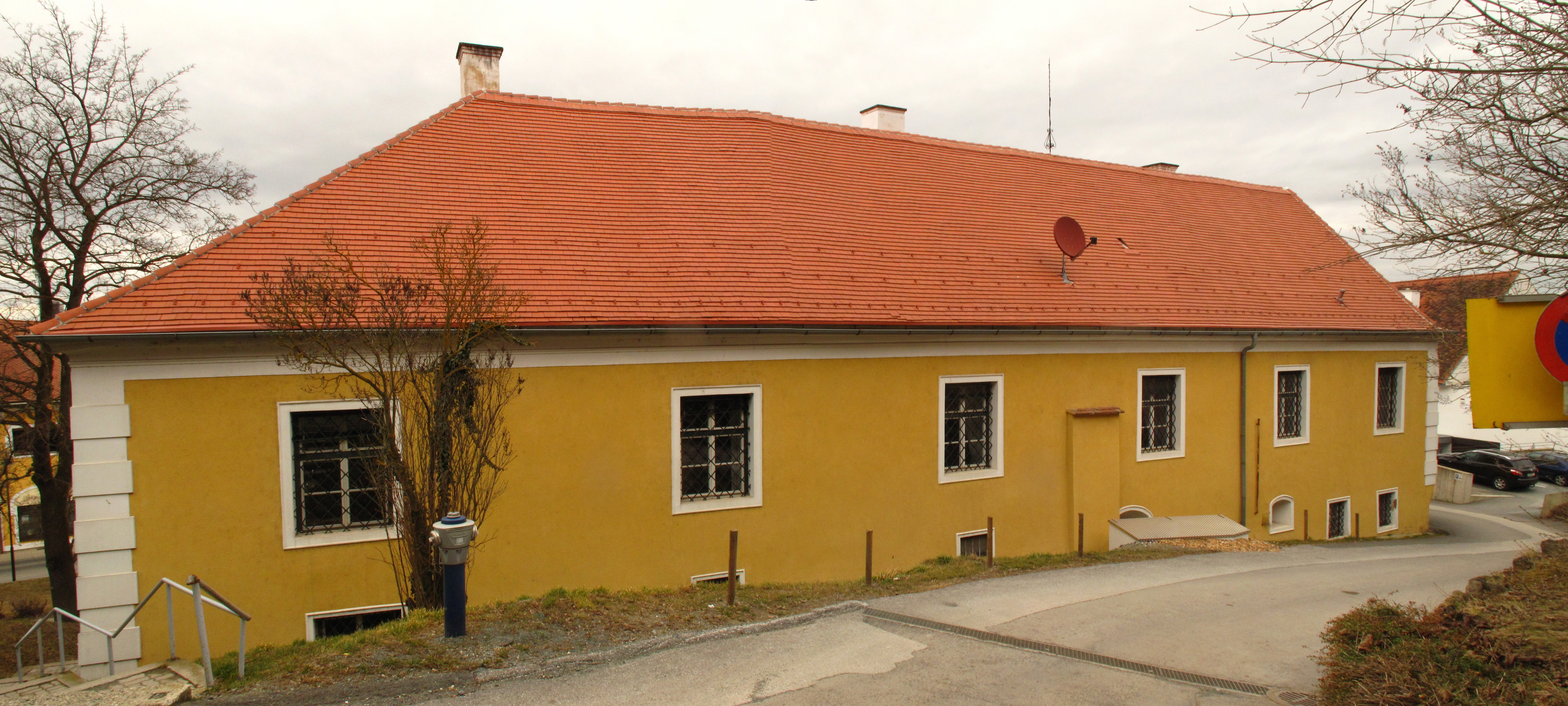
Südfassade mit steil ansteigendem Clusiusweg
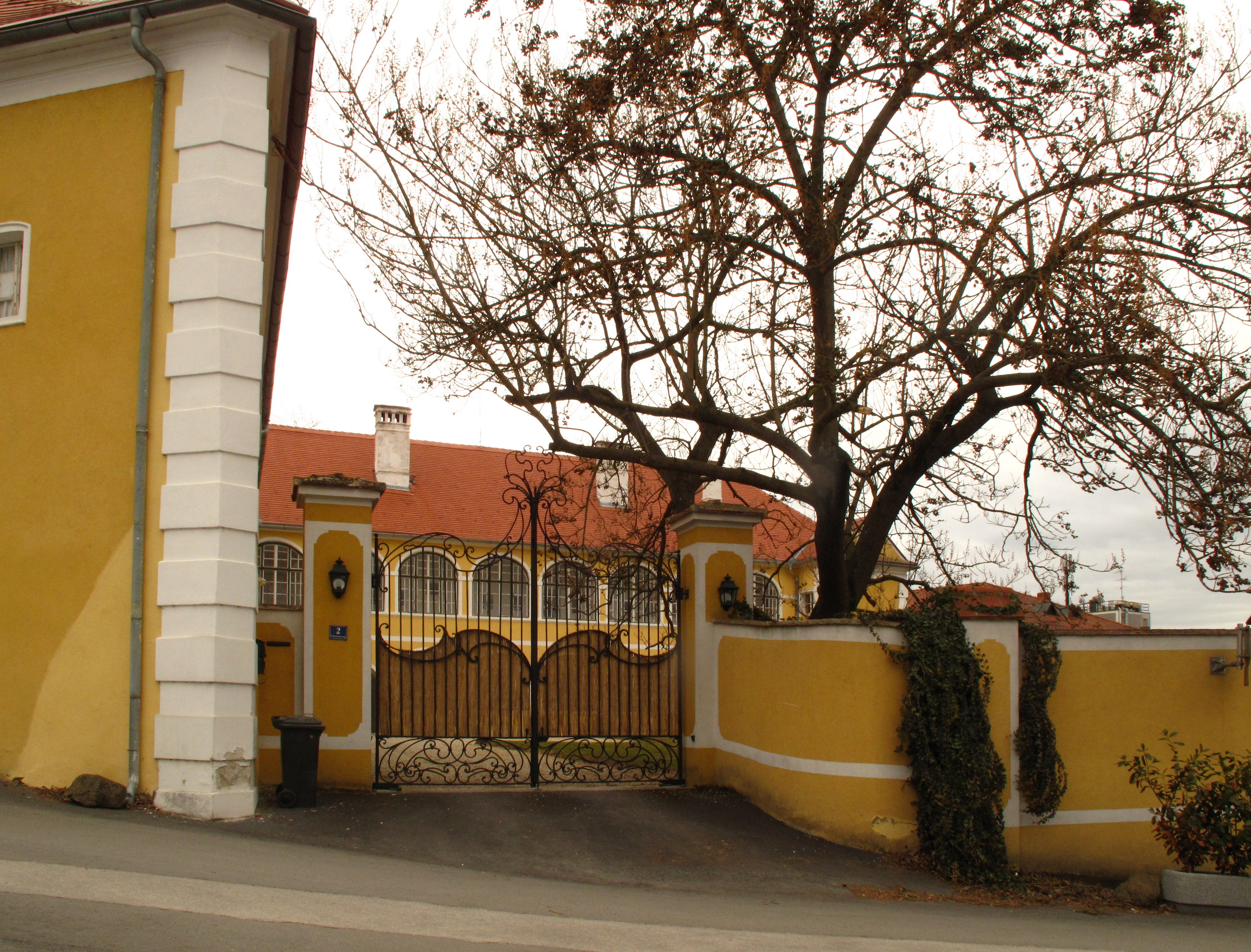
Zufahrtstor in den Innenhof